# Barokknooppunt

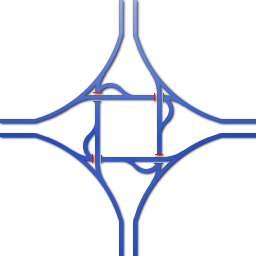
Schematische weergave van een barokknooppunt

Een barokknooppunt is een door de Duitser Hermann Uhlfelder beschreven oplossing voor het ongelijkvloers kruisen van twee autosnelwegen. Hij publiceerde als bestuurslid van de HaFraBa in 1931 meerdere artikelen met richtlijnen op het gebied van snelwegbouw, onder meer over het toekomstige probleem van de uitwisseling van verkeer bij kruisingen in het snelwegennetwerk. Van het barokknooppunt zijn geen voorbeelden uit de praktijk bekend.
Dit type verkeerswisselaar is afwijkend omdat het verkeer dat rechtdoor wil op het knooppunt toch door vier bochten dient te rijden. Door deze zigzaggende bochten ontstaat een ruimte in het centrum van het knooppunt, waar de bewegingen linksaf plaatsvinden door middel van indirecte bochten. Linksafslaand voegt eerst aan de rechterzijde uit, het invoegen vindt vervolgens echter aan de tegenwoordig ongebruikelijke linkerzijde plaats.
Een voordeel was dat Uhlfelder deze bouwvorm veel goedkoper schatte dan het dure gotische knooppunt en  het veelvuldig gebruikelijke klaverbladknooppunt, er zijn slechts vier kunstwerken met een beperkte hoeveelheid grondlichamen nodig voor een barokknooppunt. Alle verbindingsbogen linksaf liggen op grondniveau. In tegenstelling tot het klaverbladknooppunt zijn er geen weefvakken. Nadelig is het ongewenste invoegen aan de linkerkant, de bochten in de wegen in rechtdoorgaande richting en de krappe boogstralen voor het links afslaand verkeer. In de praktijk heeft dit type knooppunt het binnen enkele jaren afgelegd tegen het klaverblad. In de buurt van Leipzig werd eind 1936 het eerste klaverblad in gebruik genomen. Deze bouwvorm werd de norm en is bijvoorbeeld in Duitsland het meest aangetroffen type knooppunt.